# Romeny-sur-Marne
Romeny-sur-Marne est une commune française située dans le département de l'Aisne, en région Hauts-de-France.
Ses habitants sont appelés les Romenyats.

## Géographie

### Situation
Le village est situé le long de la Marne (rive droite), à 4,5 km à l'est de Charly-sur-Marne, à 2 km au nord de Nogent-l'Artaud  et à 12 km au sud-ouest de Château-Thierry.
| Charly-sur-Marne | Bonneil          | Azy-sur-Marne   |
| Saulchery        | Romeny-sur-Marne | Chézy-sur-Marne |
|                  | Nogent-l'Artaud  |                 |

### Lieux-dits et écarts
Moucherelle.

### Hydrographie
La commune est située dans le bassin Seine-Normandie. Elle est drainée par la Marne,.
La Marne  prend sa source sur le plateau de Langres, dans la commune de Saints-Geosmes (Haute-Marne) et se jette dans la Seine entre Charenton-le-Pont et Alfortville (Val-de-Marne) dans le quartier de Conflans-l'Archevêque.

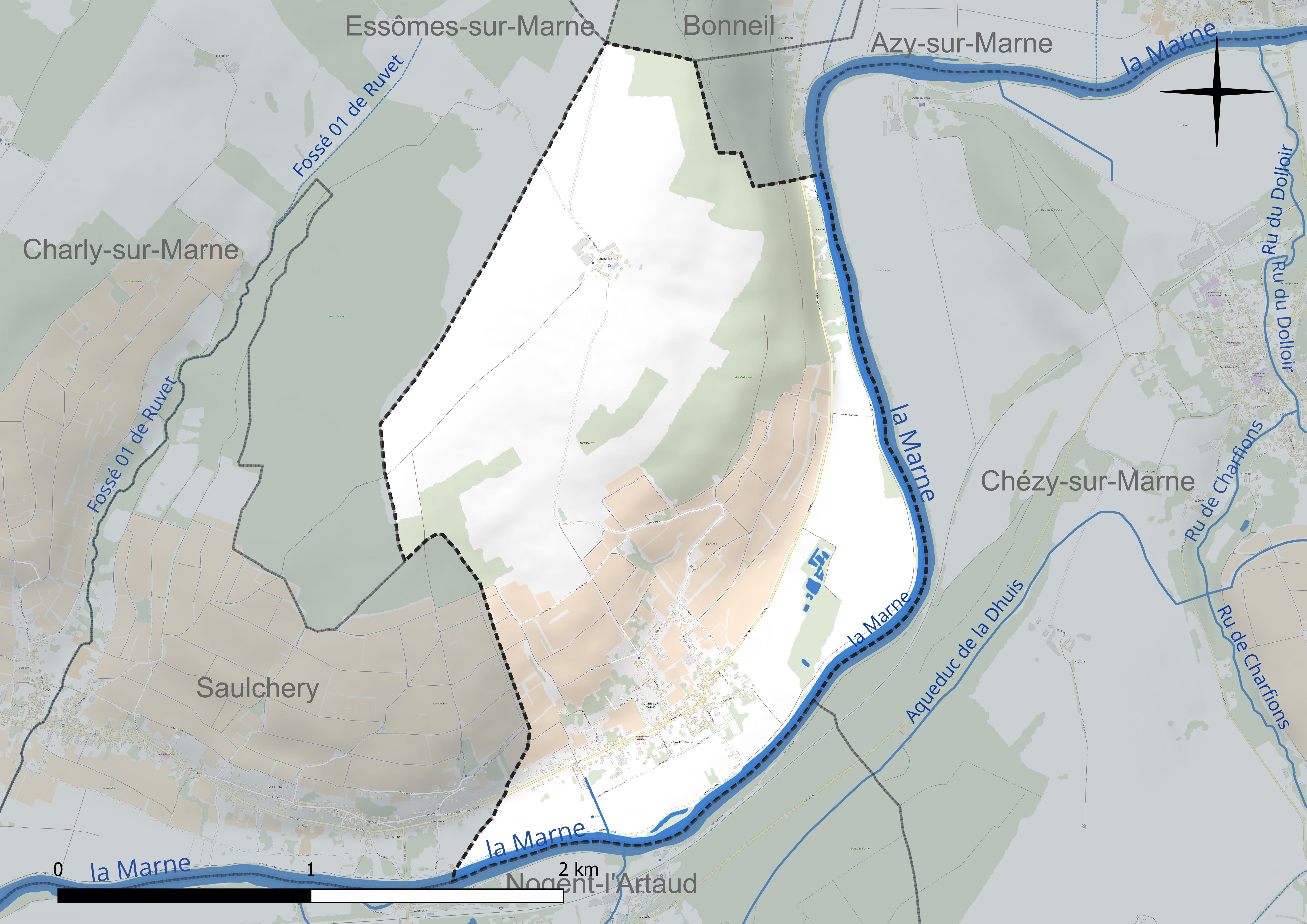
Réseau hydrographique de Romeny-sur-Marne.

### Climat
Pour des articles plus généraux, voir Climat des Hauts-de-France et Climat de l'Aisne.
En 2010, le climat de la commune est de type climat océanique dégradé des plaines du Centre et du Nord, selon une étude du CNRS s'appuyant sur une série de données couvrant la période 1971-2000. En 2020, Météo-France publie une typologie des climats de la France métropolitaine dans laquelle la commune est exposée à un climat océanique altéré et est dans la région climatique Nord-est du bassin Parisien, caractérisée par un ensoleillement médiocre, une pluviométrie moyenne régulièrement répartie au cours de l'année et un hiver froid (3 °C).
Pour la période 1971-2000, la température annuelle moyenne est de 10,4 °C, avec une amplitude thermique annuelle de 14,9 °C. Le cumul annuel moyen de précipitations est de 708 mm, avec 11,9 jours de précipitations en janvier et 8,2 jours en juillet. Pour la période 1991-2020, la température moyenne annuelle observée sur la station météorologique la plus proche, située sur la commune de Blesmes à 11 km à vol d'oiseau, est de 10,6 °C et le cumul annuel moyen de précipitations est de 713,0 mm,. Pour l'avenir, les paramètres climatiques de la commune estimés pour 2050 selon différents scénarios d'émission de gaz à effet de serre sont consultables sur un site dédié publié par Météo-France en novembre 2022.

## Urbanisme

### Typologie
Au 1er janvier 2024, Romeny-sur-Marne est catégorisée petite ville, selon la nouvelle grille communale de densité à 7 niveaux définie par l'Insee en 2022.
Elle appartient à l'unité urbaine de Charly-sur-Marne, une agglomération intra-départementale dont elle est une commune de la banlieue,. Par ailleurs la commune fait partie de l'aire d'attraction de Paris, dont elle est une commune de la couronne,.

### Occupation des sols
L'occupation des sols de la commune, telle qu'elle ressort de la base de données européenne d'occupation biophysique des sols Corine Land Cover (CLC), est marquée par l'importance des territoires agricoles (76,4 % en 2018), une proportion sensiblement équivalente à celle de 1990 (76,5 %). La répartition détaillée en 2018 est la suivante : 
terres arables (58,1 %), cultures permanentes (18,2 %), forêts (16,2 %), zones urbanisées (7,4 %).
L'évolution de l'occupation des sols de la commune et de ses infrastructures peut être observée sur les différentes représentations cartographiques du territoire : la carte de Cassini (XVIIIe siècle), la carte d'état-major (1820-1866) et les cartes ou photos aériennes de l'IGN pour la période actuelle (1950 à aujourd'hui).

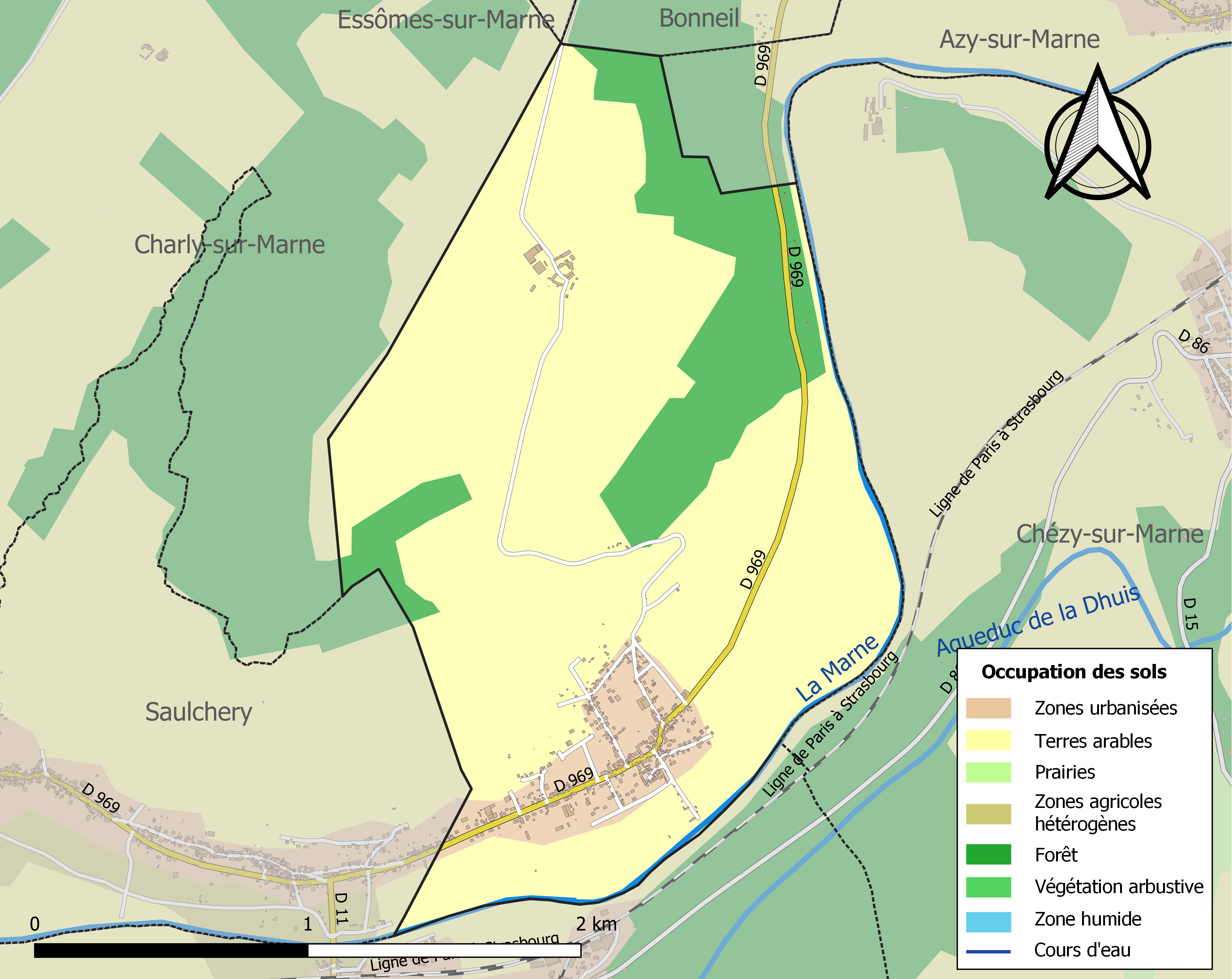
Carte de l'occupation des sols de la commune en 2018 (CLC).

## Toponymie
Le nom de la localité est attesté sous les formes Romaniacum (IXe siècle) ; Romeniacus (1110) ; Ruminiacus (1210) ; Rommeny (1491) ; Roumeny-sur-Marne (1512) ; Romigni, Roumigny (1563) ; Romegny (XVIe siècle) ; Rominiacum (1625) ; Rommegny (1630) ; Romny-sur-Marne (1692) ; Romeni (1719).
La Marne est une rivière située à l'est du bassin parisien. Elle représente la plus grande rivière de France. C'est le principal affluent de la Seine : elle prend sa source sur le plateau de Langres, à Balesmes-sur-Marne, sur la commune de Saints-Geosmes (Haute-Marne) et se jette dans la Seine entre Charenton-le-Pont et Alfortville (Val-de-Marne) dans le quartier de Conflans-l'Archevêque. Son nom est intégré à celui de quatre départements français.

## Histoire

### Préhistoire
Romeny a été habité par l'homme dès l'âge de pierre, on y trouve un peu partout des instruments en pierre taillé dans le silex et en particulier sur le plateau de Moucherelle.
Également des meules Gauloises en granit et de la monnaie en bronze de cette époque.

### Antiquité
Romeny est à l'origine de sa fondation, un vicus (Romaniacum) séparé par la Marne des Morins de l'autre rive. C'est à partir de cette époque gallo-romaine qu'est cultivée la vigne sur le territoire de la commune.

### Ancien Régime
Du règne de Clovis jusqu'à la révolution de 1789, la localité est  administrée par les évêques de Soissons. La propriété seigneuriale en revint successivement aux seigneurs de la Ferté au Col (la Ferté sous Jouarre) ou la Ferté Gaucher, de Montmirail puis aux sires de Coucy de 1301 à 1720. Par la suite, le comte Louis de Vassan, écuyer officier aux dragons de Chartres et ses successeurs sont les derniers seigneurs du village.
La route royale d'Allemagne passait par la Ferté sous Jouarre, Charly, Saulchery et traversait un pont en pierres à Nogent l'Artaud. Ce pont est détruit au XVe siècle, La route royale passe par Romeny en traversant la Marne par un bac pour rejoindre Chézy. Ce bac est détruit en 1813.

## Politique et administration

### Découpage territorial
La commune de Romeny-sur-Marne est membre de la communauté de communes du Canton de Charly-sur-Marne, un établissement public de coopération intercommunale (EPCI) à fiscalité propre créé le 29 décembre 1995 dont le siège est à Charly-sur-Marne. Ce dernier est par ailleurs membre d'autres groupements intercommunaux.
Sur le plan administratif, elle est rattachée à l'arrondissement de Château-Thierry, au département de l'Aisne et à la région Hauts-de-France. Sur le plan électoral, elle dépend du  canton d'Essômes-sur-Marne pour l'élection des conseillers départementaux, depuis le redécoupage cantonal de 2014 entré en vigueur en 2015, et de la cinquième circonscription de l'Aisne  pour les élections législatives, depuis le dernier découpage électoral de 2010.

### Administration municipale

#### Liste des maires
| Période                                  | Période                       | Identité                     | Étiquette | Qualité                        |
| ---------------------------------------- | ----------------------------- | ---------------------------- | --------- | ------------------------------ |
| Les données manquantes sont à compléter. |                               |                              |           |                                |
| An IX                                    | 1815                          | Pierre Antoine Babé          |           |                                |
| 1816                                     | 1845                          | Simon Véron                  |           |                                |
| 1846                                     | 1853                          | Romain Véron                 |           |                                |
| 1854                                     | 1859                          | Pierre Antoine Deschamps     |           |                                |
| 1860                                     | 1875                          | Frédéric Lamaire             |           |                                |
| 1876                                     | 1885                          | Paul Duclert                 |           |                                |
| 1886                                     | 1896                          | Louis-Amédée Pottin          |           |                                |
| 1897                                     | 1901                          | Joseph Ragot                 |           |                                |
| 1902                                     | 1929                          | Georges Louis Billard        |           |                                |
| 1929                                     | 1935?                         | Paul Véron                   |           |                                |
| 1936?                                    | mars 2001                     | Partie manquante à compléter |           |                                |
| mars 2001                                | mars 2008                     | François Rameil              | PR        |                                |
| mars 2008                                | En cours (au 13 juillet 2020) | Pierre Bourgeois             | DVD       | Réélu pour le mandat 2020-2026 |

## Population et société

### Démographie
L'évolution du nombre d'habitants est connue à travers les recensements de la population effectués dans la commune depuis 1793. Pour les communes de moins de 10 000 habitants, une enquête de recensement portant sur toute la population est réalisée tous les cinq ans, les populations de référence des années intermédiaires étant quant à elles estimées par interpolation ou extrapolation. Pour la commune, le premier recensement exhaustif entrant dans le cadre du nouveau dispositif a été réalisé en 2007.

En 2022, la commune comptait 466 habitants, en évolution de −6,8 % par rapport à 2016 (Aisne : −1,97 %, France hors Mayotte : +2,11 %).
| 1793 | 1800 | 1806 | 1821 | 1831 | 1836 | 1841 | 1846 | 1851 |
| ---- | ---- | ---- | ---- | ---- | ---- | ---- | ---- | ---- |
| 274  | 278  | 308  | 314  | 319  | 295  | 303  | 278  | 279  |

| 1856 | 1861 | 1866 | 1872 | 1876 | 1881 | 1886 | 1891 | 1896 |
| ---- | ---- | ---- | ---- | ---- | ---- | ---- | ---- | ---- |
| 271  | 277  | 239  | 231  | 230  | 260  | 271  | 264  | 242  |

| 1901 | 1906 | 1911 | 1921 | 1926 | 1931 | 1936 | 1946 | 1954 |
| ---- | ---- | ---- | ---- | ---- | ---- | ---- | ---- | ---- |
| 246  | 250  | 245  | 251  | 290  | 261  | 292  | 328  | 288  |

| 1962 | 1968 | 1975 | 1982 | 1990 | 1999 | 2006 | 2007 | 2012 |
| ---- | ---- | ---- | ---- | ---- | ---- | ---- | ---- | ---- |
| 314  | 306  | 309  | 339  | 363  | 419  | 478  | 485  | 485  |

| 2017 | 2022 | - | - | - | - | - | - | - |
| ---- | ---- | - | - | - | - | - | - | - |
| 504  | 466  | - | - | - | - | - | - | - |

## Économie
- Commune comprise dans la zone A.O.C. champagne.

## Culture locale et patrimoine

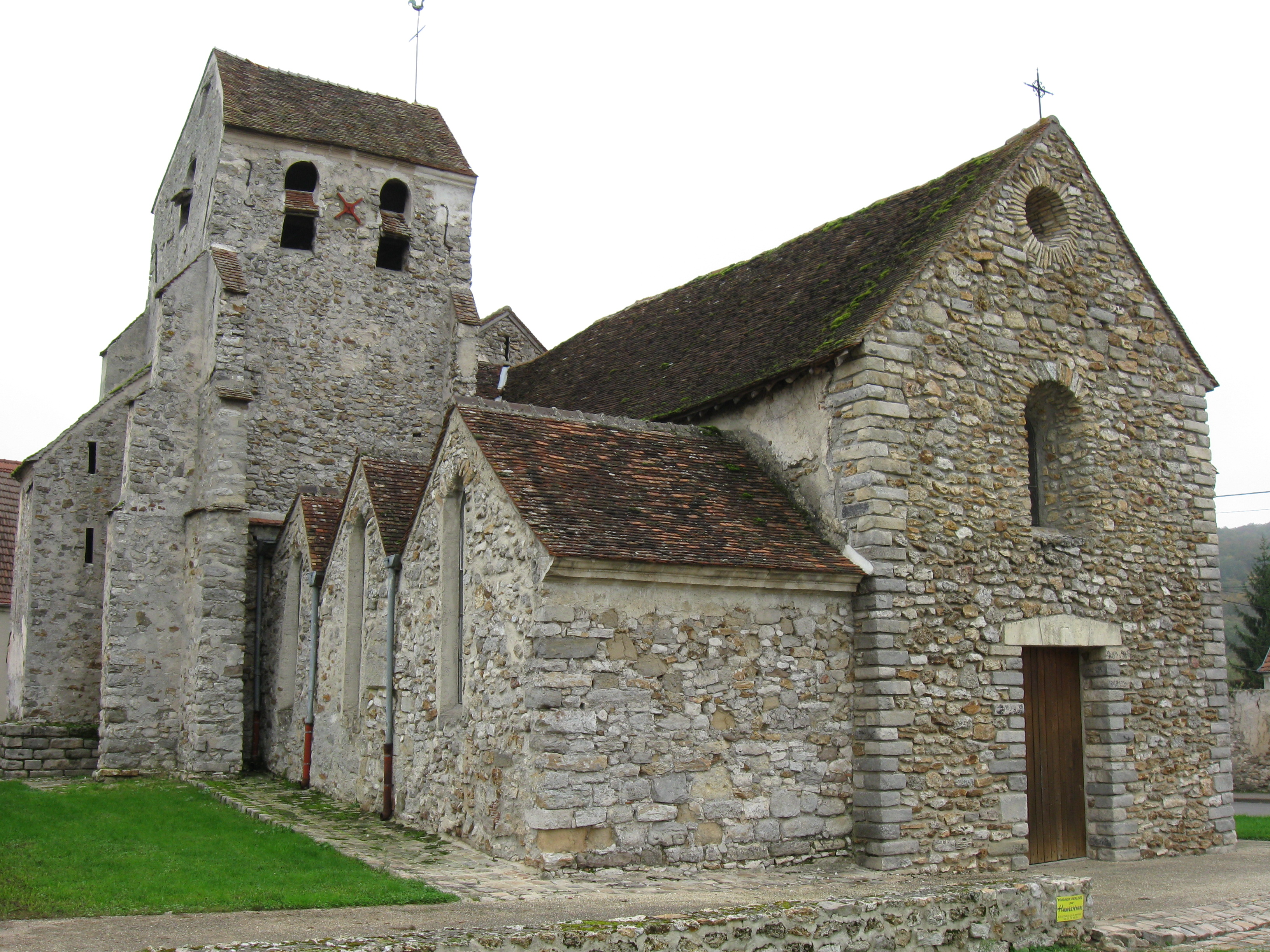
Église Saint-Jean-Baptiste.

### Lieux et monuments
- Église Saint-Jean-Baptiste.
- Passage des sentiers de grande randonnée GR 11A et GR 14.

### Personnalités liées à la commune
- Jules Ernest Renoux (1863-1932) est né à Romeny-sur-Marne le 5 mai 1863. Après une formation à l'École nationale des Beaux-Arts - atelier Jean-Léon Gérôme - il travaille avec Alfred Roll et collabore à la réalisation des plafonds peints de l'Hôtel de Ville, de la Sorbonne et du Petit Palais. Mais c'est dans sa maison de Romeny, où il faisait de fréquents séjours que, après avoir été exproprié de son atelier de Paris, il s'installe définitivement. Il y décédera le 9 juin 1932 et sera enterré dans le cimetière du village. Son atelier de Romeny situé dans le haut de son jardin dominant la vallée de la Marne reste intact.
- Fernand Pinal (1881-1958), artiste peintre, possédait également un atelier à Romeny-sur-Marne. Il s'y est éteint en octobre 1958.
- Marcel Cerdan et Édith Piaf y ont séjourné

### Romeny-sur-Marne dans la peinture
- Annonce du printemps à Romeny-sur-Marne, huile sur toile de Victor Jean Desmeures conservée au Musée du Domaine départemental de Sceaux.